# قانون پاسکال
در فیزیک، قانون پاسکال

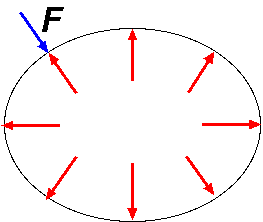
فیزیک، قانون پاسکال

می‌گوید: «در حالت تعادل یک سیال تراکم ناپذیر که در محیط بسته قرار دارد فشار وارد بر خود را بدون کاهش به تمام دیگر نقاط سیال انتقال می‌دهد.»
تفاوت فشار بر اثر تغییر ارتفاع یک سیال تراکم‌ناپذیر از فرمول زیر بدست می‌آید اگر یک لوله U شکل از آب پر شود و پیستون‌ها در هر انتهای آن قرار گیرند، فشار وارد شده به پیستون سمت چپ به سراسر مایع و در مقابل پیستون سمت راست منتقل می‌شود (پیستون‌ها به سادگی «شاخه هایی» هستند که می‌توانند به‌طور آزاد و درون لوله به‌صورت آزاد بکشنند). فشاری که پیستون چپ بر روی آب وارد می‌کند دقیقاً برابر با فشاری است که آب بر روی پیستون راست اعمال می‌کند. فرض کنید لوله در سمت راست گسترده‌تر شده و از پیستون مساحت بزرگتر استفاده می‌شود. به عنوان مثال، پیستون در سمت راست ۵۰ برابر مساحت پیستون در سمت چپ است. اگر یک بار ۱ نیوتنی بر روی پیستون سمت چپ قرار گیرد، فشار اضافی به دلیل وزن بار در کل مایع و در مقابل پیستون بزرگتر منتقل می‌شود. تفاوت بین نیرو و فشار مهم است: فشار اضافی بر روی کل ناحیه پیستون بزرگتر اعمال می‌شود. از آنجا که ۵۰ برابر مساحت وجود دارد، ۵۰ برابر نیروی بیشتر روی پیستون بزرگتر اعمال می‌شود؛ بنابراین، پیستون بزرگتر از بار ۵۰ نیوتن پشتیبانی می‌کند و پنجاه برابر بار روی پیستون کوچکتر فشار وارد می‌آید:
{\displaystyle \Delta P=\rho g(\Delta h)\,}
که در آن،
ΔP فشار هیدرودینامیک است؛
ρ چگالی سیال است؛
g شتاب گرانشی است؛
Δh تفاوت ارتفاع است.
این قانون در جک هیدرولیک کاربرد دارد.